# الكتابة خلال القيادة
الكتابة أثناء القيادة، وصف لكتابة وقراءة الرسائل النصية والرسائل الإلكترونية ومنها أيضا وسائل التواصل الاجتماعي، أثناء قيادة السيارة وبشكل عام وصف لاستخدام الهاتف المحمول أثناء قيادة السيارة. الكتابة أثناء القيادة هي عادة سلبية، السلطات في أغلب دول العالم تمنع استخدام الهاتف المحول أثناء القيادة لكي لا يعرض السائق نفسه والآخرين للخطر.

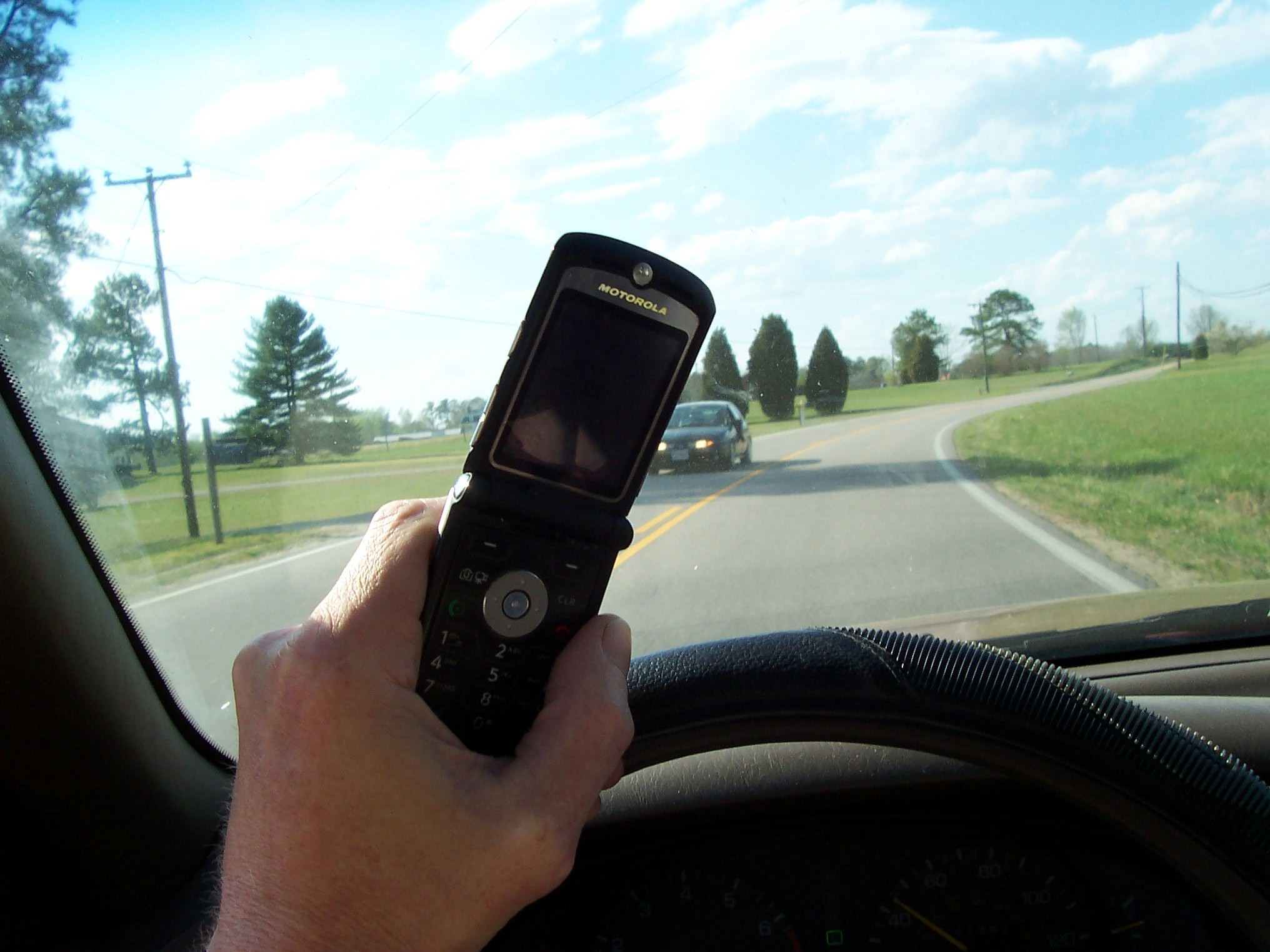
الرسائل النصية أثناء القيادة تؤدي إلى زيادة التشتت